# Heterocyclische aromatische verbinding
Een heterocyclische aromatische verbinding (kortweg heteroaromaat genoemd) is een aromatische verbinding waarbij in de aromatische ring één of meerdere heteroatomen voorkomen. Ze vormen dus een onderdeel van de uitgebreide stofklasse der heterocyclische verbindingen. Een bekend en veelvoorkomend voorbeeld is pyridine, dat kan worden opgevat als benzeen waarbij een CH-eenheid is vervangen door stikstof. De meestvoorkomende heteroatomen - naast stikstof - zijn zuurstof en zwavel. Ook fosfor en seleen komen voor.

## Eigenschappen
Heterocyclische aromatische verbindingen bezitten wat betreft aromaticiteit dezelfde eigenschappen als benzeen: een kortgesloten vlak cyclisch pi-systeem, waarbij 4n + 2 elektronen (regel van Hückel) gedelokaliseerd zijn. Echter, door aanwezigheid van een heteroatoom in de aromatische ring is de elektronendichtheid in de ring niet meer gelijkmatig verdeeld. Vijfringen bezitten over het algemeen een hogere elektronendichtheid dan zesringen, omdat een vrij elektronenpaar op het heteroatoom deelneemt aan het aromatisch systeem.
De elektronenrijke heteroaromaten, zoals pyrrool, vertonen een hogere reactiviteit dan de overeenkomstige aromaten zonder heteroatoom. Deze reactiviteit neemt echter af met stijgend groeps- en periodenummer van het heteroatoom, omdat ook de elektronegativiteit van het heteroatoom afneemt. Zo neigt pyrrool tot autopolymerisatie, terwijl furaan onder invloed van luchtzuurstof gemakkelijk oxiden vormt, die bij hogere temperaturen weer ontleed kunnen worden. Thiofeen daarentegen is bestand tegen oxidatie. Ook de relatieve plaats van meerdere heteroatomen heeft een belangrijke invloed op de reactiviteit. Zo zorgt het stikstof als tweede heteroatoom op de 3-positie in imidazool, oxazool en thiazool voor een chemische stabilisatie.

## Reacties
Zoals alle aromaten ondergaan ook de heteroaromaten klassieke aromatische reacties, zoals de elektrofiele aromatische substitutie. In het geval de aromaticiteit zwak is, zoals bij furaan, kunnen ze additiereacties aangaan (zoals de diels-alderreactie).
In het geval van heterocyclische aromatische zesringen is het stikstofatoom ter beschikking voor substitutiereacties. De reactie van pyridine met joodmethaan leidt via een SN2-proces tot N-methylpyridiniumjodide. Bovendien is pyridine - in tegenstelling tot pyrrool - helemaal niet gevoelig voor elektrofiele aromatische substitutie, omdat het stikstofatoom inductief zuigend is in de ring, waardoor op de ortho- en para-positie ten opzichte ervan een formele positieve ladingsdichtheid ontstaat. Ten gevolgde van mesomerie in de aromatische ring zijn de 2- en 4-posities in pyridiniumionen nog sterker positief gepolariseerd, zodat op deze plaatsen reactie met nucleofielen kan optreden. Zo leidt reactie met natriumboorhydride tot reductie, waarbij de aromaticiteit zelfs wordt opgeheven. Deze reactieproducten zijn echter weinig stabiel en bijgevolg ook niet isoleerbaar. Ze worden aan de lucht weer geoxideerd tot het overeenkomstige pyridiniumzout. Met een elektronenzuigende amidegroep op de 3-positie zijn de gereduceerde producten wel stabiel.

## Indeling en nomenclatuur
De indeling en naamgeving van de heterocyclische aromatische verbindingen verloopt volgens het door de IUPAC officieel erkende Hantzsch-Widman-systeem.

### Monocyclische heteroaromaten
|             | Heteroatoom                                                | Heteroatoom | Heteroatoom | Heteroatoom | Heteroatoom                   | Heteroatoom          | Heteroatoom                  |
| ----------- | ---------------------------------------------------------- | ----------- | ----------- | ----------- | ----------------------------- | -------------------- | ---------------------------- |
| Ringgrootte | N                                                          | S           | O           | P           | N/Se                          | N/S                  | N/O                          |
| Vijfring    | Pyrrool Imidazool Pyrazool Triazool Tetrazool              | Thiofeen    | Furaan      |             | 1,2-selenazool 1,3-selenazool | Thiazool Thiadiazool | Oxazool Oxadiazool Isoxazool |
| Zesring     | Pyridine Pyrimidine Pyrazine Pyridazine Triazine Tetrazine |             | 1,4-dioxine | Fosforine   | Selenazine                    | Thiazine             | Oxazine                      |
| Zevenring   | Azepine Diazepine                                          |             |             |             |                               |                      |                              |

### Polycyclische heteroaromaten
In het geval monocyclische heteroaromaten aan elkaar worden gekoppeld door middel van een gemeenschappelijke binding, ontstaan polycyclische (gecondenseerde) heteroaromaten. Er kan ook koppeling tussen een gewoon aromaat (zoals benzeen) en een heteroaromaat optreden. Voorbeelden zijn purine, indool, benzimidazool, benzisoxazool, benzothiazool, benzofuraan en chinoline. Dergelijke gecondenseerde heteroaromaten komen voor in talrijke natuurproducten, zoals in tryptofaan, kinine, papaverine, guanine, adenine, foliumzuur en thiamine.